# Тополь (ракетний комплекс)
РТ-2ПМ «Тополь» (індекс ГРАУ комплексу/ракети — 15П158/15Ж58, за договором СНО — РС-12М, за класифікацією НАТО — SS-25 Sickle, в перекладі — Серп) — радянський / російський рухомий ґрунтовий ракетний комплекс стратегічного призначення з триступеневою твердопаливною міжконтинентальною балістичною ракетою 15Ж58.

## Історія розробки

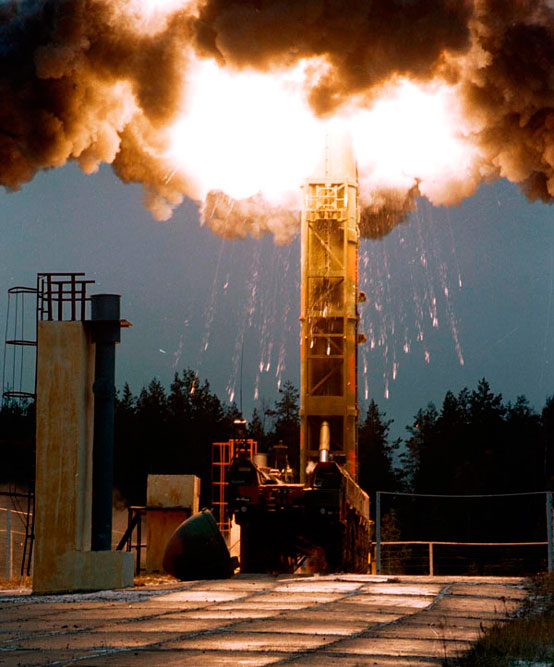
Пуск ракети комплексу «Тополя»

### Хронологія робіт
Розробка нового стратегічного ракетного комплексу з урахуванням твердопаливної МБР РТ-2П з розміщенням нової ракети на самохідному автомобільному шасі розпочато Московському інституті теплотехніки 1975 року під керівництвом головного конструктора Олександра Надірадзе (після його смерті — Бориса Лагутіна)
Постанова ЦК КПРС та Ради Міністрів СРСР № 668-212 про розробку ракетного комплексу «Тополь» вийшла 19 липня 1977 року.
Перше льотне випробування ракети відбулося 27 жовтня 1982 на полігоні «Капустин Яр» і закінчилося невдало.
Другий (за іншими даними, перший) пуск був проведений 8 лютого 1983 на полігоні Плесецьк бойовим розрахунком 6-го НДУ і був успішним. Перші три випробувальні пуски проводилися з переобладнаної спеціально для цих робіт шахтної пускової установки ракети РТ-2П.
10 серпня 1983 року проведено четвертий пуск ракети РС-12М, він став першим, здійсненим з самохідної пускової установки 15У128 .
Всього, на етапі спільних льотних випробувань комплексу з лютого 1983 по 23 грудня 1987 рік було проведено 16 пусків ракет.
На озброєння ракетний комплекс було прийнято 1 грудня 1988 року.

### Задіяні структури
Для розроблення та виробництва бойових та навчальних засобів комплексів «Тополя» були задіяні такі структури:
- Ракета — Московський інститут теплотехніки, Москва (розроблення);[4] ВО «Воткінський завод», Воткінськ, Удмуртська АРСР (виробництво);[5]
- Система прицілювання ракети — ЦКЛ «Арсенал» (розроблення) та ВО «Завод „Арсенал“», Київ, УРСР (виробництво);[6]
- Система управління — Ленінградське оптико-механічне об'єднання, Ленінград (розроблення/виробництво); [7]
- Приводи — ВНДІ «Сигнал», Ковров, Владимирської області (розроблення); Люберецький завод сільськогосподарського машинобудування ім. О. В. Ухтомського, Люберці, Московської обл. (Виробництво);[8]
- Пускова установка та машина забезпечення — ЦКЛ «Титан» (розробка)[9] та ВО «Барикади», Волгоград, Волгоградської обл. (Виробництво);[10]
- Базові несучі конструкції (БНК) для ракет — НВО «Союз», Дзержинський, Московської обл. (Розроблення); [11]
- Полігонні випробування — Софринський артилерійський полігон.[12]

## Виробництво
З листопада 1984 року по вересень 1994 року в період серійного виготовлення елементів комплексу та постановки ракетних полків на бойове чергування було проведено 32 контрольно-серійні пуски (на захист партії). За період експлуатації ПГРК у РВСН з квітня 1988 року по листопад 2005 року виконано 33 навчально-бойові пуски ракети РТ-2ПМ.
| Перелік пусків за якими є дані | Перелік пусків за якими є дані | Перелік пусків за якими є дані | Перелік пусків за якими є дані | Перелік пусків за якими є дані            | Перелік пусків за якими є дані | Перелік пусків за якими є дані |
| № пуску                        | Дата і час                     | Місце пуску                    | Ціль                           | Підрозділ                                 | Результат                      | Примітка |
| ------------------------------ | ------------------------------ | ------------------------------ | ------------------------------ | ----------------------------------------- | ------------------------------ | --- |
| 1                              | 22 квітня 1985                 | Плесецьк                       |                                | 1-й рдн 79 рп 8 рд                        | успішний                       | после переобучения 79-го рп (в/ч 19970) на РК 15П158.1 «Тополь 1». С 30.07.1985 в/ч 19970 заступила на БЧ. |
| 2                              | 14 червня 1985                 | Плесецьк                       |                                | 1-й рдн 107-го рп 8 рд                    | успішний                       | после переобучения 107-го рп на РК «Тополь 1». С 19.10.1985 107-й рп заступил на БЧ. |
| 3                              | 14 августа 1985                | Плесецьк                       |                                | 2-й рдн ?-го рп 8 рд                      | успішний                       | |
| 4                              | 25 августа 1985                | Плесецьк                       |                                | 1-й рдн 304-го рп (в/ч 21649) 8 рд        | успішний                       | после переобучения 304-го рп на РК «Тополь.1». С 10.12.1985 в/ч 21649 заступила на БЧ. |
| 5                              | 4 октября 1985                 | Плесецьк                       |                                | 1-й рдн 308-го рп (пл. 21) 42 рд          | успішний                       | в/ч 29438 30.12.1985 г. заступила на БЧ с РК «Тополь 1» в готовности «Постоянная». |
| 6                              | 24 октября 1985                | Плесецьк                       |                                | 1-й рдн ?-го рп 8 рд                      | успішний                       | |
| 7                              | ноябрь 1986                    | Плесецьк                       |                                | 2-й рдн ?-го рп (пл. 11) 42 рд            | успішний                       | |
| 8                              | 26 апреля 1987                 | Плесецьк (космодром)           |                                | в/ч ? 54 Гв. рд                           | успішний                       | |
| 9                              | июнь 1987                      | Плесецьк                       |                                | 3-й рдн ?-го рп (в/ч 12830, пл. 12) 42 рд | успішний                       | в/ч 12830 в августе 1987 г. заступила на БЧ. |
| 10                             | июль 1987                      | Плесецьк                       |                                | 2-й рдн ?-го рп (в/ч 19972, пл. 1) 42 рд  | успішний                       | в/ч 19972 с 6 октября 1987 г. заступила на БЧ. |
| 11                             | 1987                           | Плесецьк                       |                                | ?-й рдн ?-го рп (в/ч 93401, пл. 11) 42 рд | успішний                       | в/ч 93401 в 1985 г. переобучилась на РК «Тополь». С 27.04.1987 в/ч 93401 заступила на БЧ. |
| 12                             | 5 июля 1988 21:50              | Плесецьк                       |                                | в/ч ? 54 Гв. рд                           | успішний                       | |
| 13                             | октябрь 1988                   | Плесецьк                       |                                | 235-й рп (в/ч 12456) 54 Гв. рд            | успішний                       | в/ч 12456 в 1988 г. переобучилась на РК «Тополь». С 13.12.1988 в/ч 12456 заступила на БЧ. |
| 14                             | 22 мая 1990                    | Плесецьк                       | Кура                           | 1-й рдн 235-го рп (в/ч 12465) 54 Гв. рд   | успішний                       | Учебно-боевой пуск (УБП) |
| 15                             | 28 ноября 1990                 | Плесецьк                       |                                | в/ч ? 54 Гв. рд                           | успішний                       | УБП |
| 16                             | 25 июня 1991                   | Плесецьк                       |                                | 189 Гв. рп (в/ч 11466) 23 Гв. рд          | ?успішний?                     | УБП |
| 17                             | 20 августа 1991                | Плесецьк                       | Кура                           | 2-й рдн 479 рп 35 рд                      | успішний                       | после переобучения 479-го рп на РК «Тополь». С 30.12.1991 479 рп заступил на БЧ. |
| 18                             | 2 октября 1991                 | Плесецьк                       | Кура                           | ?-й рдн 346 рп 32 рд                      | успішний                       | после переобучения 346-го рп на РК «Тополь». С 30.12.1991 346 рп заступил на БЧ. |
| 19                             | 23 июля 1993 12:24             | Плесецьк                       | Кура                           | в/ч ? 54 Гв. рд                           | успішний                       | Командно-штабное учение (КШУ) |
| 20                             | 10 октября 1995                | Плесецьк                       |                                | в/ч ? 14 рд                               | успішний                       | УБП |
| 21                             | 4 октября 1996                 | Плесецьк                       | Кура                           | в/ч 14264 7 Гв. рд                        | успішний                       | |
| 22                             | 9 ноября 1996                  | Плесецьк                       | Кура                           | в/ч 52642 7 Гв. рд                        | успішний                       | |
| 23                             | 3 октября 1997 10:17           | Плесецьк                       | Кура                           | в/ч 21663 54 Гв. рд                       | успішний                       | КШУ |
| 58                             | 16 сентября 1998               | Плесецьк                       | Кура                           | ?                                         | успішний                       | Ракета 10 лет находилась на боевом дежурстве (БД) |
|                                | 1 октября 1999 11:42           | Плесецьк                       | Кура                           | 235-й рп (в/ч 12465) 54 Гв. рд            | успішний                       | КШУ, ракете более 15 лет |
|                                | 16 февраля 2001 13:43 MSK      | Плесецьк                       | Кура                           | ?                                         | успішний                       | УБП в рамках командно-штабной тренировки (КШТ) |
|                                | 3 октября 2001 13:00 MSK       | Плесецьк                       | Кура                           | ?                                         | успішний                       | УБП, ракета несла БД в войсках 15 лет Ціль пуску: подтверждение ТТХ и надежности ракетного комплекса в продлённие сроки эксплуатации |
|                                | 1 ноября 2001 19:20 MSK        | Плесецьк                       | Кура                           | ?                                         | успішний                       | |
|                                | 12 октября 2002 13:52 MSK      | Плесецьк                       | Кура                           | ?                                         | успішний                       | УБП, ракета несла БД в войсках 12 лет Ціль пуску: подтверждение ТТХ и надежности ракетного комплекса |
|                                | 27 марта 2003 12:27 MSK        | Плесецьк                       | Кура                           | 235-й рп (в/ч 12465) 54 Гв. рд            | успішний                       | УБП в рамках КШУ, ракета несла боевое дежурство в войсках в течение 18 лет |
|                                | 18 февраля 2004                | Плесецьк «Юбилейная»           | Кура                           | ? рдн 307 рп (в/ч 29532) 35 рд            | успішний                       | УБП в ходе стратегической КШТ |
|                                | 2 ноября 2004 12:52 MSK        | Плесецьк                       | Кура                           | ?                                         | успішний                       | УБП, Ціль пуску: подтверждение ТТХ МБР и продление сроков эксплуатации до 20 лет |
| 78                             | 1 ноября 2005 20:10 MSK        | Капустин Яр                    | Сари-Шаган                     | ?                                         | успішний                       | Испитательний пуск, Ціль пуску: лётное испитание нового единого (для БР морского и наземного базирования) боевого блока и испитания по продлению сроков эксплуатации комплекса |
| 79                             | 29 ноября 2005 10:44 MSK       | Плесецьк                       | Кура                           | ?                                         | успішний                       | УБП, Ціль пуску: проверка надёжности после 20 лет боевого дежурства |
| 80                             | 3 августа 2006 13:38 MSK       | Плесецьк                       | Кура                           | ?                                         | успішний                       | УБП, Ціль пуску: подтверждение основних ЛТХ для продления сроков эксплуатации комплекса до 23-х лет |
| 81                             | 18 октября 2007 09:10 MSK      | Плесецьк                       | Кура                           | ?                                         | успішний                       | УБП, Ціль пуску: подтверждение стабильности ЛТХ в продлённие сроки эксплуатации, продление срока эксплуатации до 21 года |
| 82                             | 28 августа 2008 14:36 MSK      | Плесецьк                       | Кура                           | ?                                         | успішний                       | Испитательний пуск, ракета изготовлена в 1987, Ціль пуску: испитания перспективного боевого оснащения для БРНБ (экспериментальний ББ со специальними СП ПРО и способностью поражать точечние високозащищённие объекти), а также подтверждение стабильности ЛТХ в продлённие до 21 года сроки эксплуатации                                            |
| 83                             | 12 октября 2008 11:24 MSK      | Плесецьк                       | Кура                           | ?                                         | успішний                       | УБП в ходе КШУ с 33 РА в рамках учений «Стабильность-2008», ракета изготовлена в 1987, Ціль пуску: подтверждение стабильности характеристик в продлённие до 21 года сроки эксплуатации |
| 84                             | 10 апреля 2009                 | Плесецьк                       | Кура                           | ?                                         | успішний                       | УБП, ракета изготовлена в 1987, по август 2007 на БЧ в 54 Гв. рд, Ціль пуску: подтверждение стабильности основних ЛТХ в продлённие сроки эксплуатации, продление сроков эксплуатации до 22-х лет. |
| 85                             | 10 декабря 2009 15:53 MSK      | Капустин Яр                    | Сари-Шаган                     | ?                                         | успішний                       | Испитательний пуск, Ціль пуску: испитание боевого оснащения МБР, подтверждение стабильности основних характеристик в продленние сроки эксплуатации |
| 86                             | 28 октября 2010                | Плесецьк                       | Кура                           | ?                                         | успішний                       | УБП, ракета изготовлена в 1987 году, по март 2007 года на БЧ в 54 Гв. рд, Ціль пуску: продление сроков эксплуатации комплекса до 23 лет |
| 87                             | 5 декабря 2010                 | Капустин Яр                    | Сари-Шаган                     | ?                                         | успішний                       | Испитательний пуск, ракета изготовлена в 1987 году, Ціль пуску: испитание нового типа боевого оснащения БР, с параллельним, индивидуальним разведением боевих блоков взамен, так називаемого «автобуса», реализующего последовательную схему разведения, подтверждение стабильности ЛТХ в продленние сроки эксплуатации, отработка средств измерений |
| 88                             | 3 сентября 2011 13:46 MSK      | Плесецьк                       | Кура                           | ?                                         | успішний                       | ракета изготовлена в 1988, по март 2011 на БЧ в 39 Гв. рд (Новосибирск), Ціль пуску: испитания экспериментальной боеголовки с високой точностью, оценка возможности дальнейшего продления сроков эксплуатации комплекса |
| 89                             | 3 ноября 2011 10:45 MSK        | Плесецьк                       | Кура                           | подразделение 14 рд                       | успішний                       | УБП, ракета изготовлена в 1987 году, до июля 2007 года на БЧ в 42 рд, Ціль пуску: подтверждение стабильности основних лётно-технических характеристик ракет этого класса в период продленних до 24 лет сроков эксплуатации и оценка возможности продления сроков эксплуатации до 25 лет                                                              |
| 90                             | 7 июня 2012 21:39 MSK          | Капустин Яр                    | Сари-Шаган                     |                                           | успішний                       | Ціль пуску: подтверждение стабильности ЛТХ в продлённие сроки эксплуатации, испитания боевого оснащения. |
| 91                             | 19 октября 2012 13:12 MSK      | Плесецьк                       | Кура                           |                                           | успішний                       | Ціль пуску: подтверждение стабильности ЛТХ в продлённие до 24 лет сроки эксплуатации, ценка возможности продления сроков эксплуатации до 25 лет. |
| 92                             | 10 октября 2013 17:39 MSK      | Капустин Яр                    | Сари-Шаган                     |                                           | успішний                       | Ціль пуску: испитания боевого оснащения, оценка эффективности мер противодействия ПРО, подтверждение стабильности ЛТХ в продлённие сроки эксплуатации. Ракета била поставлена в войска 25 лет назад. |
| 93                             | 30 октября 2013 14:?? MSK      | Плесецьк                       | Кура                           |                                           | успішний                       | Ціль пуску: стратегическое учение сил ядерного сдерживания. |
| 94                             | 27 октября 2013 21:30 MSK      | Капустин Яр                    | Сарі-Шаган                     |                                           | успішний                       | Ціль пуску: испитания перспективного боевого оснащения. |
| 95                             | 4 березня 2014 22:10 MSK       | Капустин Яр                    | Сари-Шаган                     |                                           | успішний                       | Ціль пуску: испитания перспективного боевого оснащения. |
| 96                             | 8 травня 2014 ??:?? MSK        | Плесецьк                       | Кура                           |                                           | успішний                       | Ціль пуску: КШТ |
| 97                             | 20 мая 2014 21:08 MSK          | Капустин Яр                    | Сари-Шаган                     |                                           | успішний                       | Ціль пуску: испитания перспективного боевого оснащения. |
| 98                             | 22 серпня 2015 18:13 MSK       | Капустин Яр                    | Сари-Шаган                     |                                           | успішний                       | Ціль пуску: испитания перспективного боевого оснащения. |
| 99                             | 26 вересня 2017 ??:?? MSK      | Капустин Яр                    | Сари-Шаган                     |                                           | успішний                       | Ціль пуску: испитания перспективного боевого оснащения. |

## Розгортання
Перший ракетний полк з РК «Тополь» був поставлений на бойове чергування 23 липня 1985 (за іншими даними — 20 липня), ще до завершення спільних льотних випробувань у 14-й ракетній дивізії (Йошкар-Ола) (командир — полковник В. Дремов, а до кінця 1985 — ще один ракетний полк   .
27 травня 1988 року на БД заступив перший полк, до складу дивізіонів якого входив удосконалений рухомий командний пункт (ПКП), оснащений новою автоматизованою системою управління .
| Розвиток угруповання РТ-2ПМ. Кількість ПУ на бойовому чергуванні | Розвиток угруповання РТ-2ПМ. Кількість ПУ на бойовому чергуванні | Розвиток угруповання РТ-2ПМ. Кількість ПУ на бойовому чергуванні | Розвиток угруповання РТ-2ПМ. Кількість ПУ на бойовому чергуванні | Розвиток угруповання РТ-2ПМ. Кількість ПУ на бойовому чергуванні | Розвиток угруповання РТ-2ПМ. Кількість ПУ на бойовому чергуванні | Розвиток угруповання РТ-2ПМ. Кількість ПУ на бойовому чергуванні | Розвиток угруповання РТ-2ПМ. Кількість ПУ на бойовому чергуванні | Розвиток угруповання РТ-2ПМ. Кількість ПУ на бойовому чергуванні | Розвиток угруповання РТ-2ПМ. Кількість ПУ на бойовому чергуванні | Розвиток угруповання РТ-2ПМ. Кількість ПУ на бойовому чергуванні | Розвиток угруповання РТ-2ПМ. Кількість ПУ на бойовому чергуванні | Розвиток угруповання РТ-2ПМ. Кількість ПУ на бойовому чергуванні | Розвиток угруповання РТ-2ПМ. Кількість ПУ на бойовому чергуванні | Розвиток угруповання РТ-2ПМ. Кількість ПУ на бойовому чергуванні | Розвиток угруповання РТ-2ПМ. Кількість ПУ на бойовому чергуванні | Розвиток угруповання РТ-2ПМ. Кількість ПУ на бойовому чергуванні | Розвиток угруповання РТ-2ПМ. Кількість ПУ на бойовому чергуванні | Розвиток угруповання РТ-2ПМ. Кількість ПУ на бойовому чергуванні | Розвиток угруповання РТ-2ПМ. Кількість ПУ на бойовому чергуванні | Розвиток угруповання РТ-2ПМ. Кількість ПУ на бойовому чергуванні | Розвиток угруповання РТ-2ПМ. Кількість ПУ на бойовому чергуванні | Розвиток угруповання РТ-2ПМ. Кількість ПУ на бойовому чергуванні | Розвиток угруповання РТ-2ПМ. Кількість ПУ на бойовому чергуванні | Розвиток угруповання РТ-2ПМ. Кількість ПУ на бойовому чергуванні | Розвиток угруповання РТ-2ПМ. Кількість ПУ на бойовому чергуванні | Розвиток угруповання РТ-2ПМ. Кількість ПУ на бойовому чергуванні | Розвиток угруповання РТ-2ПМ. Кількість ПУ на бойовому чергуванні | Розвиток угруповання РТ-2ПМ. Кількість ПУ на бойовому чергуванні | Розвиток угруповання РТ-2ПМ. Кількість ПУ на бойовому чергуванні | Розвиток угруповання РТ-2ПМ. Кількість ПУ на бойовому чергуванні | Розвиток угруповання РТ-2ПМ. Кількість ПУ на бойовому чергуванні | Розвиток угруповання РТ-2ПМ. Кількість ПУ на бойовому чергуванні |
|                                                                  | 1984                                                             | 1985                                                             | 1986                                                             | 1987                                                             | 1988                                                             | 1989                                                             | 1990                                                             | 1991                                                             | 1992                                                             | 1993                                                             | 1994                                                             | 1995                                                             | 1996                                                             | 1997                                                             | 1998                                                             | 1999                                                             | 2000                                                             | 2001                                                             | 2002                                                             | 2003                                                             | 2004                                                             | 2005                                                             | 2006                                                             | 2007                                                             | 2008                                                             | 2009                                                             | 2010                                                             | 2011                                                             | 2012                                                             | 2013                                                             | 2014                                                             | 2015                                                             |
| ---------------------------------------------------------------- | ---------------------------------------------------------------- | ---------------------------------------------------------------- | ---------------------------------------------------------------- | ---------------------------------------------------------------- | ---------------------------------------------------------------- | ---------------------------------------------------------------- | ---------------------------------------------------------------- | ---------------------------------------------------------------- | ---------------------------------------------------------------- | ---------------------------------------------------------------- | ---------------------------------------------------------------- | ---------------------------------------------------------------- | ---------------------------------------------------------------- | ---------------------------------------------------------------- | ---------------------------------------------------------------- | ---------------------------------------------------------------- | ---------------------------------------------------------------- | ---------------------------------------------------------------- | ---------------------------------------------------------------- | ---------------------------------------------------------------- | ---------------------------------------------------------------- | ---------------------------------------------------------------- | ---------------------------------------------------------------- | ---------------------------------------------------------------- | ---------------------------------------------------------------- | ---------------------------------------------------------------- | ---------------------------------------------------------------- | ---------------------------------------------------------------- | ---------------------------------------------------------------- | ---------------------------------------------------------------- | ---------------------------------------------------------------- | ---------------------------------------------------------------- |
| РТ-2ПМ                                                           | 18                                                               | 72                                                               | 81                                                               | 99                                                               | 162                                                              | 234                                                              | 306                                                              | 333                                                              | 351                                                              | 369                                                              | 360                                                              | 360                                                              | 360                                                              | 360                                                              | 360                                                              | 360                                                              | 360                                                              | 360                                                              | 345                                                              | 333                                                              | 315                                                              | 291                                                              | 254                                                              | 243                                                              | 213                                                              | 180                                                              | 171                                                              |                                                                  |                                                                  |                                                                  |                                                                  |                                                                  |
| Усього МБР                                                       | 1398                                                             | 1398                                                             | 1398                                                             | 1390                                                             | 1398                                                             | 1398                                                             | 1398                                                             | 1333                                                             | 1305                                                             | 1129                                                             | 975                                                              | 870                                                              | 832                                                              | 748                                                              | 756                                                              |                                                                  |                                                                  |                                                                  |                                                                  |                                                                  |                                                                  |                                                                  |                                                                  |                                                                  |                                                                  |                                                                  |                                                                  |                                                                  |                                                                  |                                                                  |                                                                  |                                                                  |
| % відРКСН (у тому числі год. РСД)                                | 0,94                                                             | 3,76                                                             | 4,23                                                             | 5,37                                                             | 9,34                                                             | 14,63                                                            | 21,21                                                            | 24,98                                                            | 26,89                                                            | 32,68                                                            | 36,92                                                            | 41,38                                                            | 43,27                                                            | 48,13                                                            | 47,62                                                            |                                                                  |                                                                  |                                                                  |                                                                  |                                                                  |                                                                  |                                                                  |                                                                  |                                                                  |                                                                  |                                                                  |                                                                  |                                                                  |                                                                  |                                                                  |                                                                  |                                                                  |

## Конструкція
РТ-2ПМ виконана за схемою з трьома маршовими щаблями, кожна з яких оснащена РДТТ з одним нерухомим соплом. Повна вага ракети становить 45 тонн.
- Перший ступінь ракети має масу 27,8 т, довжину 8,1 м і діаметр 1,8 м. Хвостовий відсік має циліндричну форму, на його зовнішній поверхні розміщені аеродинамічні керма (решітки) та стабілізатори. Управління польотом під час роботи першого ступеня здійснюється за рахунок поворотних газодинамічних та аеродинамічних кермів (решіток).
- Другий ступінь має діаметр 1,55 м.
- Третій ступінь має діаметр 1,34 м.

Головна частина ракети складається з одного бойового блоку та відсіку з руховою установкою та системою управління. На ракеті застосовано систему управління інерційного типу, що забезпечує управління польотом ракети, проведення регламентних робіт на ракеті та пусковій установці, передстартову підготовку та пуск ракети.
На весь термін експлуатації ракета розміщується в герметизованому транспортно-пусковому контейнері (ТПК) довжиною 22,3 м та діаметром 2 м, в якому підтримуються постійна температура та вологість.
Пускова установка змонтована на базі семивісевого шасі МАЗ-7912 (пізні модифікації — на базі МАЗ-7917, що відрізнявся збільшеною приблизно на 1 м довжиною і доопрацьованими кабінами екіпажу), воно оснащене агрегатами та системами, що забезпечують транспортування, підтримання в установленому ступені та проведення пуску ракети.
Для проведення пуску ракети пускова установка вивішується на домкратах та горизонтується. Пуск ракети проводиться після підйому контейнера у вертикальне положення за допомогою порохового акумулятора тиску, що розміщується в транспортно-пусковому контейнері — «мінометний старт».
Корпуси двигунів всіх трьох щаблів виготовлені із композиційних матеріалів.
Тип головної частини: моноблочна (підвищеного класу потужності), що відокремлюється, термоядерна з високошвидкісним некерованим бойовим блоком потужністю 1 Мт. До складу головної частини входить рухова установка та система управління, яка забезпечує необхідне для ураження об'єктів гранично мале відхилення від точки прицілювання.
У процесі експлуатації РК ракета знаходиться в транспортно-пусковому контейнері, розміщеному на рухомій ПУ, яка створена на основі 7-вісного колісного тягача МАЗ-7917 . Установка обладнана бортовою інерційною навігаційною системою, яка забезпечує можливість автономно здійснити пуск ракети з будь-якої точки маршруту бойового патрулювання. Пуск може бути здійснений також із укриття (спецспоруди з розсувним дахом) у районі постійної дислокації.
Крім рухомого ПУ, до складу комплексу входять командний пункт та інші допоміжні агрегати, розміщені на 4-осних колісних шасі підвищеної прохідності (МАЗ-543А, МАЗ-543М).
Частину ПГРК «Тополя» було розгорнуто у новостворених позиційних районах (ПР), а частина — у переобладнаних ПР з-під демонтованих ПГРК середньої дальності «Піонер» відповідно до Договору про РСМД 1987 р.
Масове розгортання ПГРК «Тополь» у складі угруповання РК РВСН дозволило вирішити проблему її живучості за умов можливого ядерного удару. За рахунок виживання ПГРК «Тополь» на їхню частку доводилося збереження понад 60 відсотків потрібного потенціалу удару у відповідь з урахуванням наявності у складі угруповання залізничних комплексів з ракетами РС-22.
Використання твердопаливних ракет дало певні переваги: значно зменшило час їхньої підготовки до пуску порівняно з рідинними, для яких передбачалося заправлення рідким паливом на старті; спростило експлуатацію РК; виключило можливість протоки рідкого палива під час заправки, отруєння особового складу та забруднення навколишнього середовища агресивними компонентами цього палива, і внаслідок цього підвищило екологічну безпеку засобів РВСП.
Крім того, за оцінкою американських фахівців, твердопаливні ракети економічніші в експлуатації. В інформаційних матеріалах повідомлялося, що система на основі твердопаливної ракети «Мінітмен» мала витрати на експлуатацію в 10 разів менше, ніж система на основі рідинної ракети «Титан-2». При цьому терміни служби ракет на твердому паливі, за досвідом експлуатації в США, становлять від 10 до 15 років і можуть бути доведені до 20 років, підтвердженням чого є МБР «МХ», яке перебувало на бойовому чергуванні з 1986 по 2005 рік . Для ракет «Тополя» термін експлуатації збільшено з 10 років до 21 року, за прогнозами надійності можливе продовження термінів експлуатації до 23 років. 03.09.2011 здійснено успішний запуск ракети «Тополя» виробництва 1988 року.
ПГРК «Тополь» з МБР четвертого покоління міжконтинентальної дальності вигідно відрізнявся від своїх попередників РК «Темп-2С» та «Піонер» . До основних переваг ПГРК «Тополь» належали: більш висока маневреність, ступінь маскування, можливість пуску ракет із заздалегідь підготовлених точок маршруту та, внаслідок цього, вища живучість. Більш досконале бойове оснащення РК і більш висока точність влучення в ціль дозволяли використовувати його для вирішення всього спектра стратегічних завдань.

## Експлуатація та перспективи

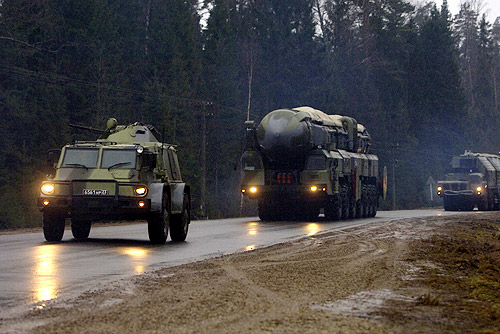
На марші: машина охорони, пускова установка, машина забезпечення бойового чергування

Максимальна кількість ракет «Тополь», що знаходилися на озброєнні РВСН — 369 одиниць.
У 2007 році було ліквідовано 36 пускових установок «Тополя», що вислужили встановлені терміни експлуатації . Станом на січень 2008 року на бойовому чергуванні перебувало 213 ракет «Тополя».
За останні кілька років кількість тих, хто знаходився на озброєнні РТ-2ПМ «Тополь», стрімко скорочувалася. Так, якщо за даними на грудень 2010 року, у складі РВСП залишалася 171 одиниця ПГРК «Тополь», станом на початок 2016 року на озброєнні РВСН імовірно перебувало вже 72 одиниці ПГРК «Тополь», а до початку 2018 року ракет. В даний час ракетні комплекси «Тополя» поступово замінюються у військах більш сучасними мобільними ракетними комплексами РС-24 «Ярс».

За інформацією, отриманою від представника РВСН після пуску ракети комплексу «Тополь» з Плесецька 3 вересня 2011 року:

«Прогнозована оцінка надійності та технічного стану ракетного комплексу "Тополь" вказує на принципову можливість подальшого продовження термінів його експлуатації, які нині становлять 23 роки (при спочатку встановленому гарантійному — 10 років)».
— Вадим Коваль
Дані щодо термінів експлуатації безпосередньо ракет комплексу були повідомлені після пуску 3 листопада 2011 року з космодрому Плесецьк (ракета 1987 року виготовлення), метою якого було підтвердження стабільності льотно-технічних характеристик ракет у продовжені до 24 років терміни експлуатації, а також оцінка можливості продовження їх термінів експлуатації. до 25 років.

## Екземпляри
ВДНГ Москва

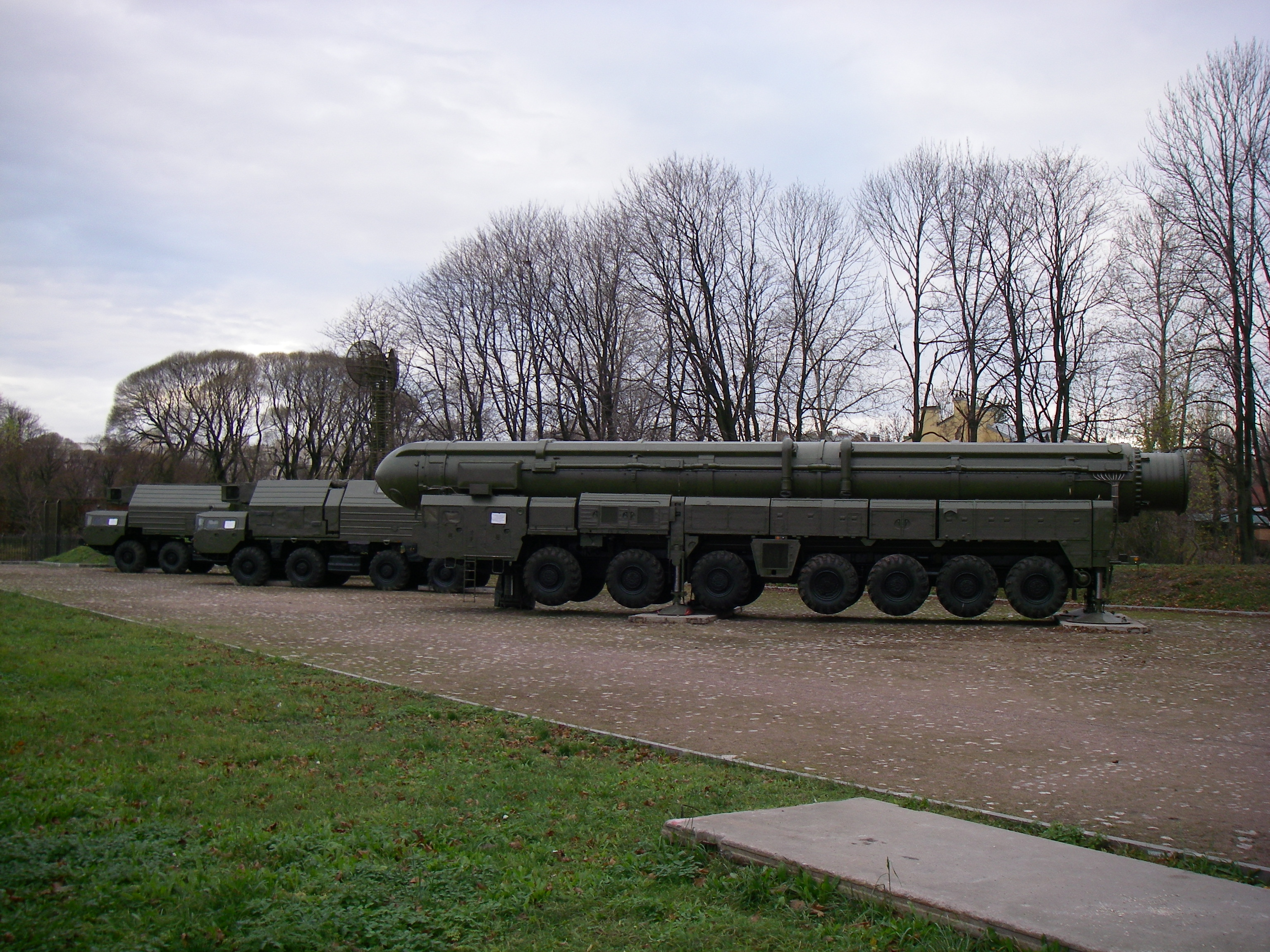
Станція тропосферного зв'язку, машина забезпечення бойового чергування та пускова установка

- З 2008 року три машини із шести, що входять до комплексу, демонструються у Санкт-Петербурзькому артилерійському музеї .
- На Червоній площі. Вперше брав участь на параді 7 листопада 1990 року . Потім брав участь на парадах 9 травня 2008 року та 9 травня 2009 року . На парадах 2008 та 2009 років брали участь по 4 машини.
- Один експонат знаходиться на відкритій експозиції Центрального музею Збройних Сил Російської Федерації .
- Комплекс представлений у філії Центрального музею РВСП в Навчальному центрі Військової академії РВСП ім. Петра Великого у Балабанові Калузької області[60] .
- У місті Одинцове Московської області на відкритому майданчику місцевого краєзнавчого музею.

Знімки сліду пуску 10 жовтня 2013 року з борту МКС :
|  |  |  |
|  |  |  |

Новосибірськ. Мікрорайон Пашин.